# Ford Mustang Shelby GT500
De Ford Mustang Shelby GT500 is een wagen van het Amerikaanse automerk Ford, gebaseerd op de Mustang.

## Motor
De basis voor de motor is de Trition V8 met gietijzeren cilinderblok. Bij het Special Vehicle Team (SVT) ondergaat de V8 een pepkuur om tot het huidige vermogen te komen. De cilinderinhoud nam van 4,6 tot 5,4 liter toe door enkel de slag te verlengen. Het maximumvermogen van 507 pk wordt geleverd bij 6.000 tpm en het maximumkoppel van 651 Nm bij 4.500 tpm. SVT kan eventueel een Supercharger Kit aanbrengen die het vermogen opkrikt tot 600 of 800 pk door de compressor, uitlaat en motorsturing te vervangen.

## Prestaties
De auto gaat van 0 naar 100 km/h in 4,5 seconden en van 0 naar 200 in 15,6. De kilometer vanuit stilstand duurt 23,5 seconden en de 400m gebeurt in 14 seconden. Deze prestaties worden mede mogelijk gemaakt door de verhouding gewicht/vermogen van slechts 3,5 kg/pk.

## Koetswerk
De visuele verschillen met de "gewone" Mustang zijn: de SVT-velgen, het onderste gedeelte van de bumpers, het logo van Cobra in het radiatorrooster, de luchtinlaten vooraan en een aangepaste motorkap.

## Trivia
- Elke motor wordt gesigneerd door de monteur die hem met de hand heeft gebouwd. De tekst luidt: Hand-built with pride, dan volgen de logo's van SVT en Ford en de handtekening van de monteur.

## Afbeeldingen

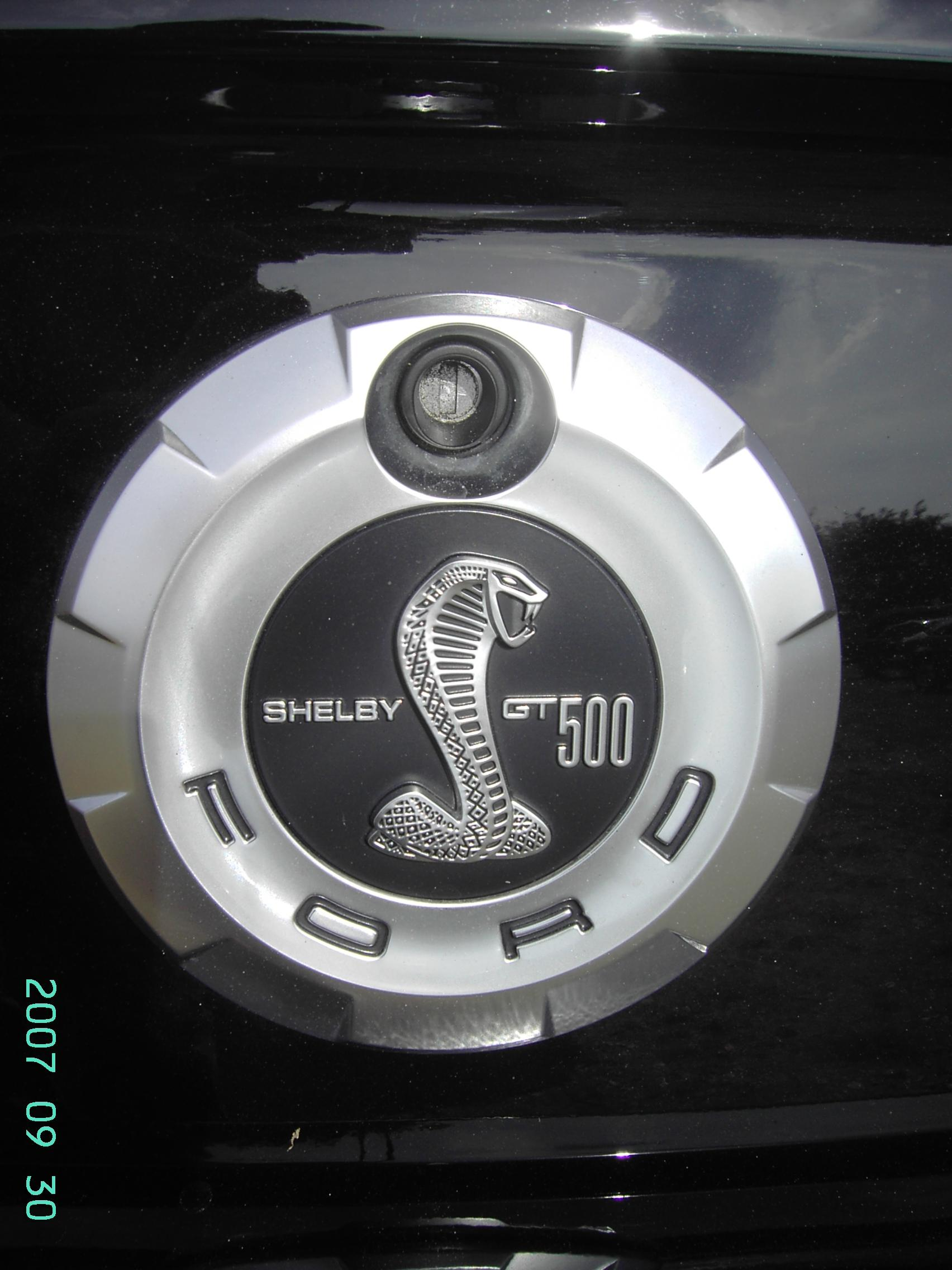
Het logo op het kofferdeksel.
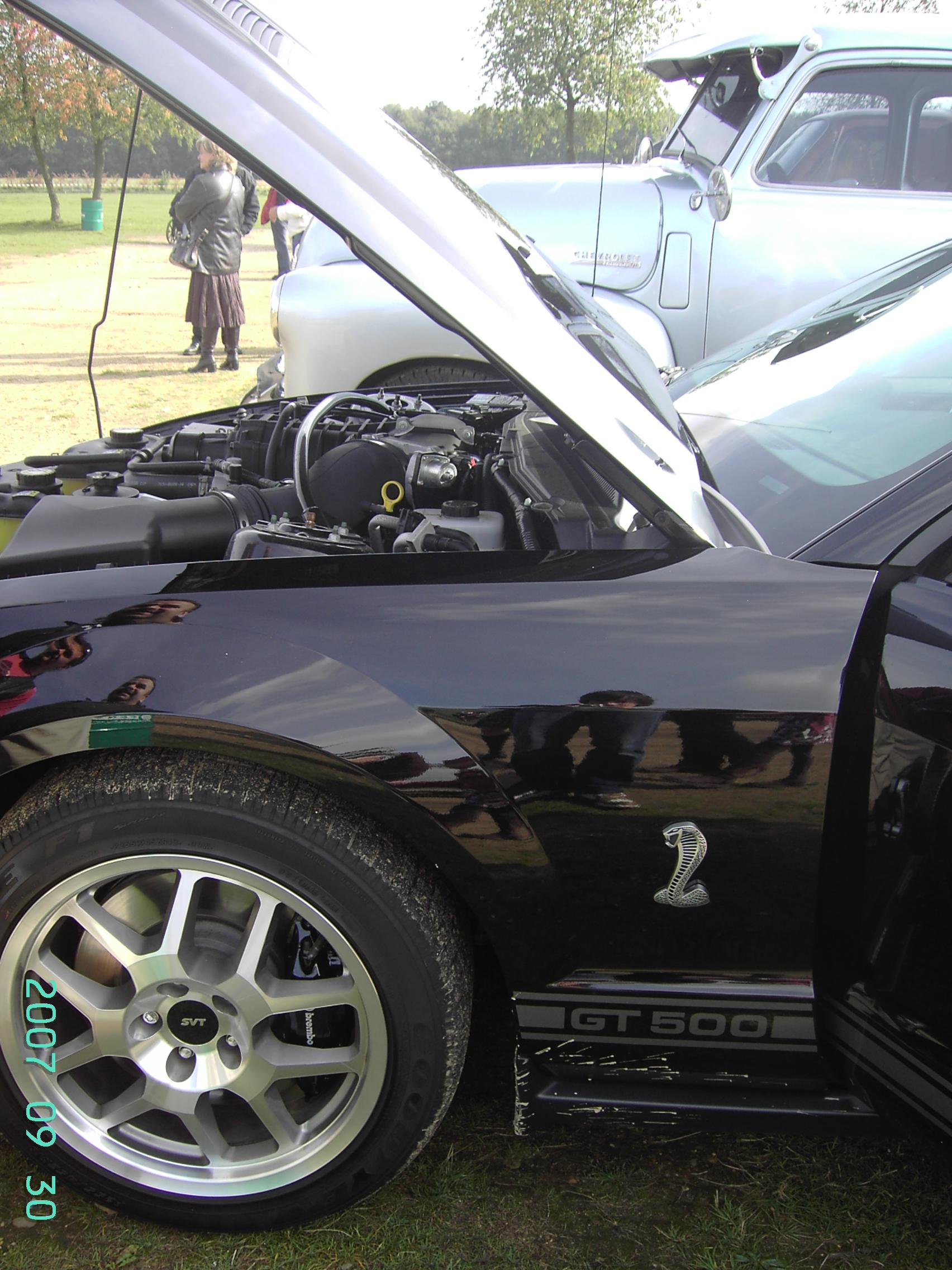
Het cobra-logo, de SVT-velgen en de Brembo remklauwen.